# Línia de retard digital

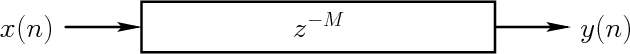
Representació del diagrama de blocs del retard sencer de M mostres.

Una línia de retard digital és un element discret en teoria de filtres digitals, que permet que un senyal es retardi en un nombre de mostres. Si el retard és un múltiple enter de mostres, les línies de retard digital s'implementen sovint com a buffers circulars. Això significa que els retards enters es poden calcular de manera molt eficient.
El retard en una mostra s'expressa com a {\displaystyle z^{-1}} i els retards de {\displaystyle N} mostres s'expressen com a {\displaystyle z^{-N}} degut al paper que juga la Transformada Z en la descripció d'estructures de filtres digitals.
Si el retard no és un enter d'una mostra, s'apliquen filtres addicionals per compensar la fracció de retard diferent d'un enter. Per tant, les línies de retard amb retard no enter s'anomenen línies de retard fraccional.
Les línies de retard digital són blocs de construcció que s'utilitzen molt sovint en mètodes per simular acústica de la sala, instruments musicals i efectes d'àudio digital. La síntesi digital de guies d'ona mostra com les línies de retard digital poden utilitzar-se com a mètodes de síntesi sonora per a diversos instruments musicals com ara instruments de corda i instruments de vent.